# Solarpark Jännersdorf
Der Solarpark Jännersdorf ist eine Photovoltaikanlage nördlich von Jännersdorf in Marienfließ in der Prignitz. Sie erstreckt sich auf einer Fläche von 90 Hektar. 

## Leistung
Mit einer Spitzenleistung von 40,5 MW können um die 38 GWh an elektrischer Energie in einem Jahr produziert werden. Mit der erzielbaren mittleren Leistung über ein Jahr von 4,3 MW, dies entspricht einem Kapazitätsfaktor von ca. 10 %, können im Durchschnitt rund 10.000 Vier-Personen-Haushalte mit erneuerbaren Energien in der Region versorgt werden. Der Solarpark wurde von dem Unternehmen  Parabel AG geplant sowie realisiert und ist das größte Solarkraftwerk, das das Unternehmen  errichtete (Stand April 2014).  Seit August 2012 ist die Anlage im Eigentum des Luxemburger Infrastrukturfonds FP Lux Investments SA und wird durch den Schweizer Anlageberater re:cap global investors ag betreut.
Die Freiflächenanlage wurde, wie der Solarpark Krempendorf, auf dem ehemaligen Truppenübungsplatz Jännersdorf errichtet, nachdem eine aufwendige Entmunitionierung vorangegangen ist. So wurden 40 Tonnen Material, unter anderem auch eine 20 Kilogramm Fliegerbombe, entsorgt. Zudem war eine Umsiedlung von circa 2500 Zauneidechsen notwendig.
Der aus vier Baufeldern bestehende Solarpark ist über zwei verschiedene neu gebaute Trassen an das Stromnetz angeschlossen. Eine auf 15 MW ausgelegte 33-kV-Leitung verläuft zu einem extra errichteten Umspannwerk bei Neuburg und von dort in das 110-kV-Netz der Wemag. Die im südlichen Baufeld erzeugten maximal 25,5 MW werden über eine rund 30 km lange 20-kV-Trasse in ein ebenfalls neu gebaute Umspannwerk an einem Standort zwischen Sadenbeck und Falkenhagen transportiert und dort in das 110-kV-Netz der e.dis eingespeist.
Auf dem Solarfeld sind 167.555 Photovoltaik-Module von drei verschiedenen Unternehmen verbaut. Für die Umwandlung des Gleichstroms in Wechselstrom sorgen 1894 Solarwechselrichter.